# 中國日報 (香港)

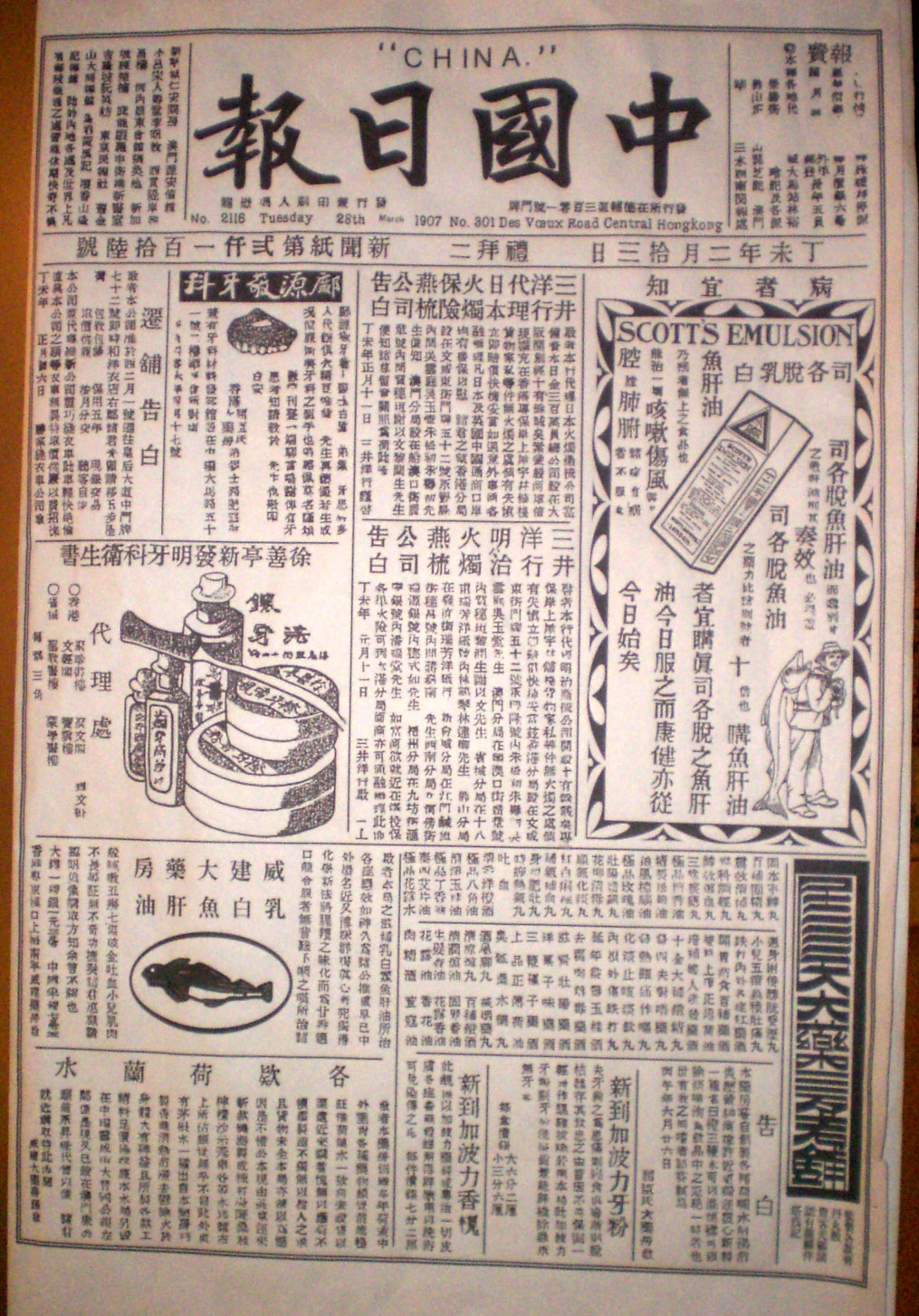

《中國日報》是辛亥革命分子陳少白在香港發行的一份報章，是中國第一份革命報，目的是提倡革命資訊。1900年1月25日於香港創辦，後來在1906年被香港富商李煜堂購入後改組。

## 歷史
1899年，陳少白與孫中山商量，希望在香港辦報館協助革命。孫中山給了陳少白10萬日元，作為辦報基金。陳少白在中環士丹利街24號創辦報社，自任社長，取“中國者，中國人之中國”之義，定名《中國日報》。陳少白擔任報紙的主編兼任發刊人。後來報紙的財政來源主要靠李煜堂資助。
1903年，由於營運困難，《中國日報》在孫中山介紹下改由文裕堂出版。百日維新後，康有為在海外組織保皇黨，康有為的女兒康同璧則在香港籌集保皇黨的經費；《中國日報》在報上發表多篇文章，攻擊康有為的保皇黨。康同璧遂控告《中國日報》誹謗名譽罪。實際上，保皇黨想通過此案對文裕堂施加壓力，迫使文裕堂將《中國日報》轉賣給保皇黨。為了避免《中國日報》落入康有為手中，李煜堂在1906年以5,000元向文裕堂購買《中國日報》，並且對報社進行了改組。從此，該報變為純粹商人資本。
1911年廣東光復，遷廣州，由政府津貼，規模極大。1913年，龍濟光入粵，《中國日報》被禁。

## 曾擔任《中國日報》編輯的人
- 王質甫
- 楊少歐
- 陳春生
- 鄭貫公
- 廖平庵
- 盧信
- 陳詩仲
- 黃世仲
- 洪孝衷
- 陸伯周
- 王軍演
- 盧少岐
- 丁雨宸
- 郭鴻逵
- 周靈生

## 歷任社長
- 陳少白
- 馮自由
- 謝英伯
- 盧信